# Snowboarden op de Olympische Jeugdwinterspelen 2012 - Slopestyle mannen
De slopestyle voor de mannen bij het snowboarden op de Olympische Jeugdwinterspelen 2012 vond plaats op 19 januari 2012. De Canadees Michael Ciccarelli won het goud.
28 snowboarders uit 18 landen namen deel.

## Uitslag

### Kwalificatie
Uit elke kwalificatiegroep gingen de beste negen door naar de finale (Q).
Groep 1
| #  | Startnr. | Naam               | Land | 1e run | 2e run | Beste | Q/- |
| -- | -------- | ------------------ | ---- | ------ | ------ | ----- | --- |
| 1  | 10       | Michael Ciccarelli | CAN  | 86,50  | 90,75  | 90,75 | Q   |
| 2  | 4        | Max Raymer         | USA  | 74,25  | 80,75  | 80,75 | Q   |
| 3  | 6        | Lucas Baume        | SUI  | 79,75  | 29,25  | 79,75 | Q   |
| 4  | 7        | Tuomas Pohjonen    | FIN  | 74,00  | 76,25  | 76,25 | Q   |
| 5  | 12       | Ludvig Billtoft    | SWE  | 73,75  | 43,50  | 73,75 | Q   |
| 6  | 2        | Tim-Kevin Ravnjak  | SLO  | 43,75  | 73,25  | 73,25 | Q   |
| 7  | 11       | Kalle Jarvilehto   | FIN  | 69,00  | 43,50  | 69,00 | Q   |
| 8  | 3        | Georgi Michalov    | BUL  | 50,25  | 65,00  | 65,00 | Q   |
| 9  | 5        | Manex Azula        | ESP  | 40,00  | 62,25  | 62,25 | Q   |
| 10 | 1        | Johannes Höpfl     | GER  | 13,50  | 60,50  | 60,50 |     |
| 11 | 13       | Stef Van Deursen   | BEL  | 59,00  | 42,75  | 59,00 |     |
| 12 | 14       | Florian Prietl     | AUT  | 42,75  | 45,25  | 45,25 |     |
| 13 | 8        | Yannis Tourki      | FRA  | 38,00  | 35,25  | 38,00 |     |
| 14 | 9        | Ivan Kardonov      | RUS  | 33,75  | 34,50  | 34,50 |     |

Groep 2
| #   | Startnr. | Naam                       | Land | 1e run | 2e run | Beste | Q/- |
| --- | -------- | -------------------------- | ---- | ------ | ------ | ----- | --- |
| 1   | 20       | Ben Ferguson               | USA  | 80,50  | 90,25  | 90,25 | Q   |
| 2   | 22       | Sebbe De Buck              | BEL  | 84,25  | 58,00  | 84,25 | Q   |
| 3   | 19       | Tyler Nicholson            | CAN  | 55,75  | 82,75  | 82,75 | Q   |
| 4   | 17       | David Hablützel            | SUI  | 75,00  | 68,75  | 75,00 | Q   |
| 5   | 27       | Jan Kralj                  | SLO  | 73,75  | 51,00  | 73,75 | Q   |
| 6   | 26       | Ondrej Porkert             | CZE  | 46,00  | 69,50  | 69,50 | Q   |
| 7   | 25       | Lewis Courtier-Jones       | GBR  | 68,50  | 47,75  | 68,50 | Q   |
| 8   | 18       | Andre Christian Escobar    | CHI  | 43,75  | 66,75  | 66,75 | Q   |
| 9   | 21       | Jesse Augustinus           | NED  | 38,50  | 61,25  | 61,25 | Q   |
| 10  | 24       | Tim Herbert                | NZL  | 44,50  | 57,00  | 57,00 |     |
| 11  | 15       | Philipp Wilhelm Kundratitz | AUT  | 46,50  | 41,75  | 46,50 |     |
| DNS | 16       | Linus Birkendahl           | GER  | DNS    | DNS    | DNS   |     |
| DNS | 23       | Hamish Bagley              | NZL  | DNS    | DNS    | DNS   |     |
| DNS | 28       | Victor Habermacher         | FRA  | DNS    | DNS    | DNS   |     |

DNS: Niet gestart

### Finale
| #      | Startnr. | Naam                    | Land | 1e run | 2e run | Beste |
| ------ | -------- | ----------------------- | ---- | ------ | ------ | ----- |
| Goud   | 10       | Michael Ciccarelli      | CAN  | 85,75  | 94,25  | 94,25 |
| Zilver | 20       | Ben Ferguson            | USA  | 87,50  | 90,25  | 90,25 |
| Brons  | 17       | David Hablützel         | SUI  | 57,75  | 87,50  | 87,50 |
| 4      | 27       | Jan Kralj               | SLO  | 58,50  | 85,25  | 85,25 |
| 5      | 4        | Max Raymer              | USA  | 39,25  | 85,00  | 85,00 |
| 6      | 19       | Tyler Nicholson         | CAN  | 44,25  | 84,00  | 84,00 |
| 7      | 7        | Tuomas Pohjonen         | FIN  | 80,25  | 46,50  | 80,25 |
| 8      | 26       | Ondrej Porkert          | CZE  | 24,25  | 75,50  | 75,50 |
| 9      | 18       | Andre Christian Escobar | CHI  | 32,75  | 60,00  | 60,00 |
| 10     | 6        | Lucas Baume             | SUI  | 51,25  | 57,25  | 57,25 |
| 11     | 11       | Kalle Jarvilehto        | FIN  | 32,00  | 56,00  | 56,00 |
| 12     | 12       | Ludvig Billtoft         | SWE  | 44,75  | 55,50  | 55,50 |
| 13     | 3        | Georgi Michalov         | BUL  | 47,50  | 48,25  | 48,25 |
| 14     | 22       | Sebbe De Buck           | BEL  | 28,00  | 43,50  | 43,50 |
| 15     | 2        | Tim-Kevin Ravnjak       | SLO  | 41,75  | 41,75  | 41,75 |
| 16     | 25       | Lewis Courtier-Jones    | GBR  | 39,50  | 32,00  | 39,50 |
| 17     | 5        | Manex Azula             | ESP  | 29,00  | 33,50  | 33,50 |
| 18     | 21       | Jesse Augustinus        | NED  | 24,00  | 28,25  | 28,25 |